# Bongó
A bongó (Tragelaphus eurycerus) az emlősök (Mammalia) osztályának párosujjú patások (Artiodactyla) rendjébe, ezen belül a tülkösszarvúak (Bovidae) családjába és a tulokformák (Bovinae) alcsaládjába tartozó faj.
A csavartszarvú antilopokon belül legközelebbi rokonai a nyala és a nagy kudu. De jelentősen különbözik is e fajoktól, például a bongó nőstények is viselnek szarvat. Emiatt olykor különálló nembe is sorolják, mint a Boocercus nem egyetlen képviselőjét. A legújabb kutatások szerint lehet, hogy a Taurotragusok nemével áll közelebbi rokonságban. Erre utal a mindkét ivarnál jelenlevő szarv, farkuk alakjának hasonlósága.

## Előfordulása
Bissau-Guinea, Guinea, Libéria, Sierra Leone, Elefántcsontpart, Burkina Faso, Ghána, Togó, Benin, Kamerun, Egyenlítői-Guinea, Gabon, a Közép-afrikai Köztársaság és a Kongói Demokratikus Köztársaság sűrű bozótosaiban, bambuszerdeiben és zárt esőerdeiben honos. Ettől a területtől elkülönülve Szudán déli részén, Ugandában, Kenyában és Tanzániában is előfordult egykor. Ott elsősorban a hegyvidéki erdők lakója.

## Alfajai
Két alfaját különböztetik meg:
- nyugati bongó (Tragelaphus eurycerus eurycerus) Ogilby, 1837 - Nyugat- és Közép-Afrika esőerdeiben még viszonylag gyakori fajnak számít, de az erdőirtás azért fenyegeti
- keleti bongó vagy más néven kenyai bongó (Tragelaphus eurycerus isaaci) (Thomas, 1902) - ez csak Kenyában, elsősorban hegyi jellegű erdőkben él. A Természetvédelmi Világszövetség az alfajt a „veszélyeztetett” kategóriába sorolja

## Megjelenése
Testhossza 170–200 centiméter, farokhossza 50–65 centiméter, marmagassága 110–130 centiméter, testtömege 250–280 kilogramm. A hímek egynegyeddel nehezebbek, mint a nőstények. Mindkét ivar visel szarvakat, ezek hossza 75–100 centiméter, a nőstényeké rövidebb. Szarvuk színe elefántcsont fehér. A nőstények szarva vékonyabb. Fülei nagyok. Gesztenye-vörös szőrzetén 12–14 keresztcsík húzódik, lábain fehér foltok vannak. Arcán fehér keresztcsík és pofafoltok láthatóak. Az erdőlakó antilopok közül ez a faj nő a legnagyobbra.

## Életmódja
Alkonyatkor és éjszaka aktív faj. Nem territoriális faj. 4–7 állatból álló családi csoportokban él, amelyeket egy tehén vezet, gyakran egy bika kíséretében. A bikák azonban többnyire magányos életmódúak, vagy agglegénycsordákban élnek. A kiadós legelőkön vagy a sónyalóknál több család is laza, nyílt csoporttá egyesülhet. Bár a bongó elsősorban a hegyi erdők bambuszzónájában él, a bambusz semmi estre sem a kedvenc eledele. Leveleket, hajtásokat, sarjakat eszik, alkalomadtán a hátsó lábaira is felágaskodik egy-egy jobb falatért. Ellenségei a leopárdok.

## Szaporodása
Udvarlásnál a hím kinyújtott testtel megy a nőstény mellett. Mintegy 9 hónapnyi vemhesség után egyetlen 20 kilogramm tömegű borjú születik. Születése után a borjú néhány napig a bozótba rejtőzik. Ezután anyjával együtt újra csatlakozik a csoporthoz.

## Fogságban tartása
Fogságban fűtött szálláshelyen tartják. Állandó, 20–22 °C körüli hőmérsékletet igényelnek. Nyáron egész nap a kifutóban tartják, ahol azonban szükségük van árnyékoltabb területre, ahol elrejtőzhetnek a tűző nap elől. Trópusi faj révén érzékeny a hidegebb időre, így ekkor csak rövidebb ideig engedik ki a szabadba. A fogságban tartott példányokat – a friss lombozaton kívül – főzött rizzsel, szénával, sárgarépával és a legkülönfélébb gyümölcsökkel táplálják.

## Képek

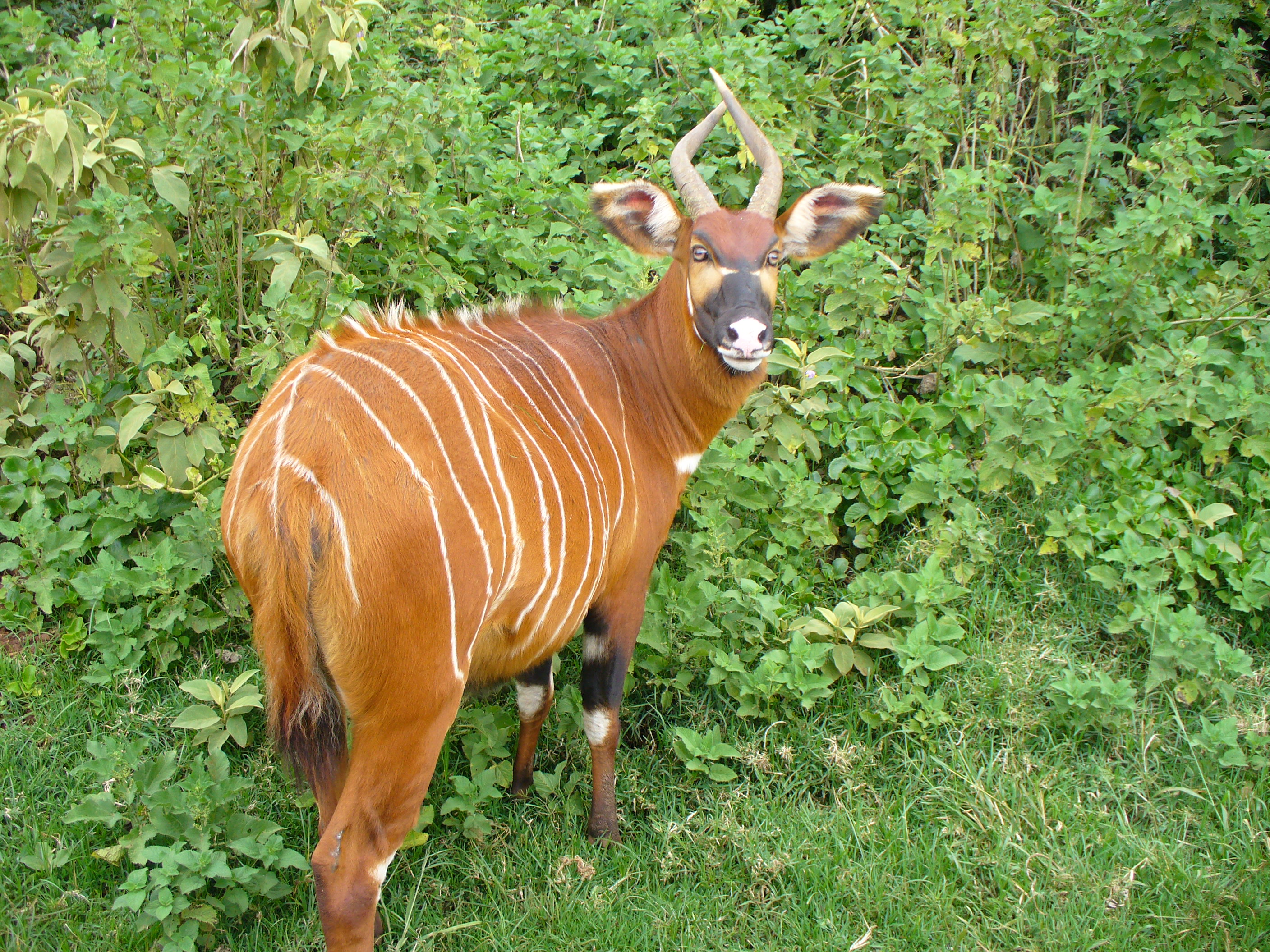
Keleti bongó
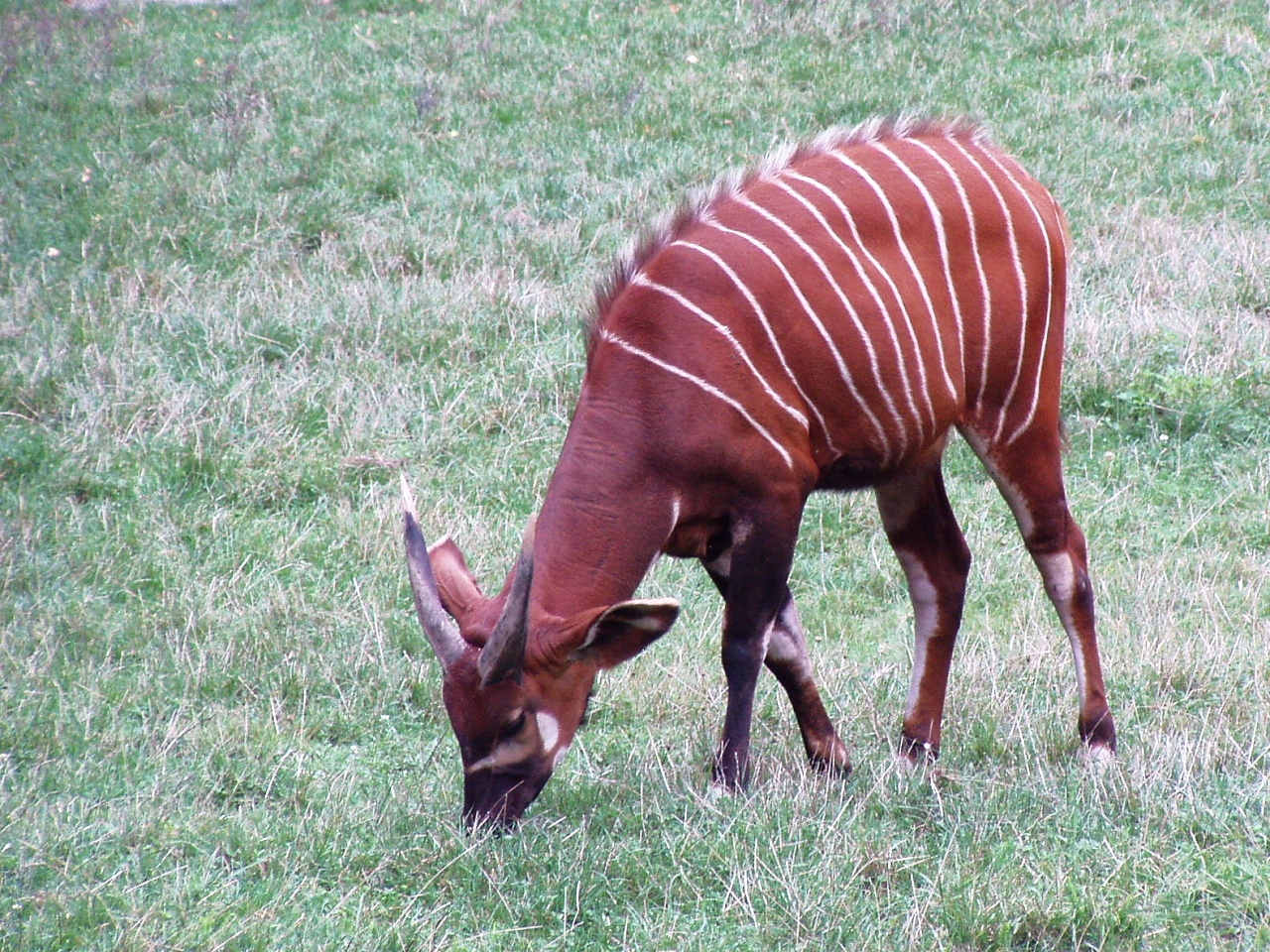
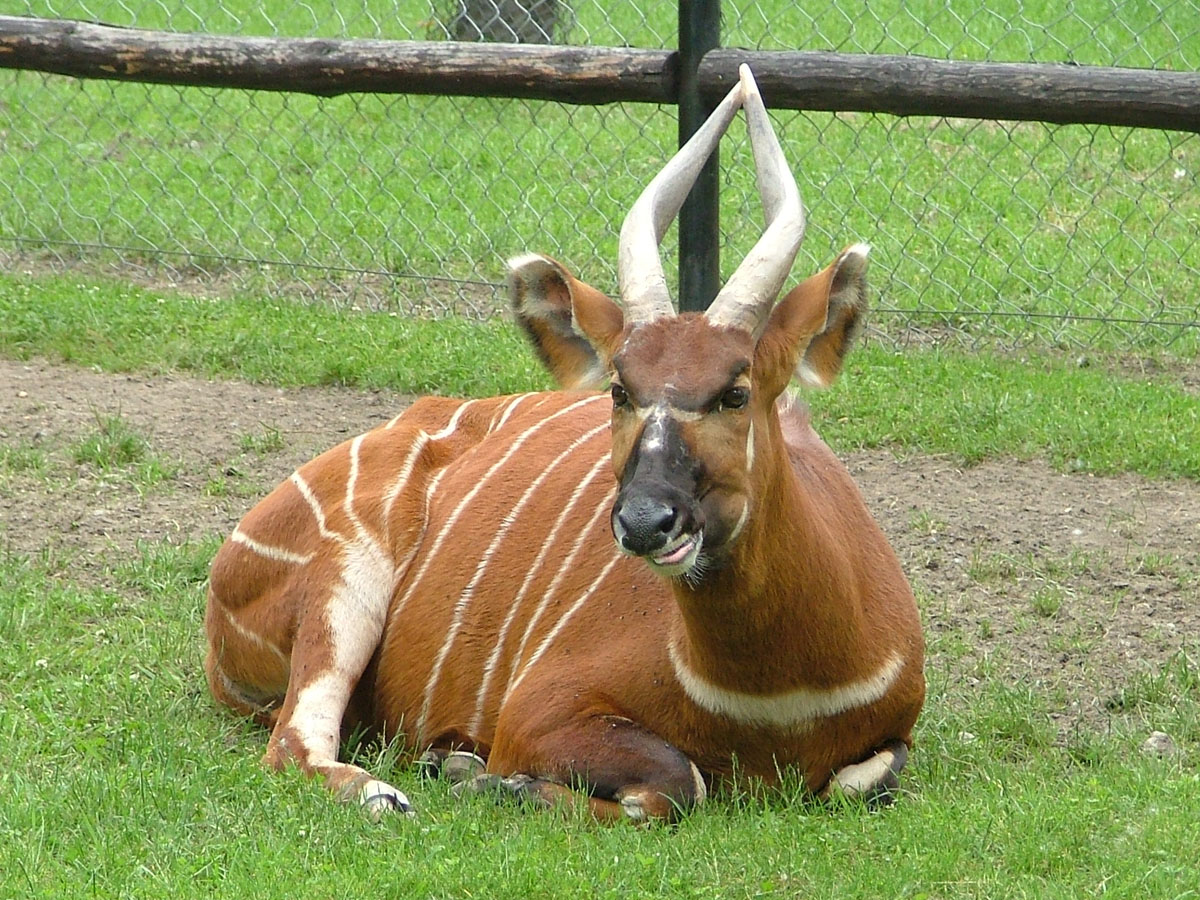
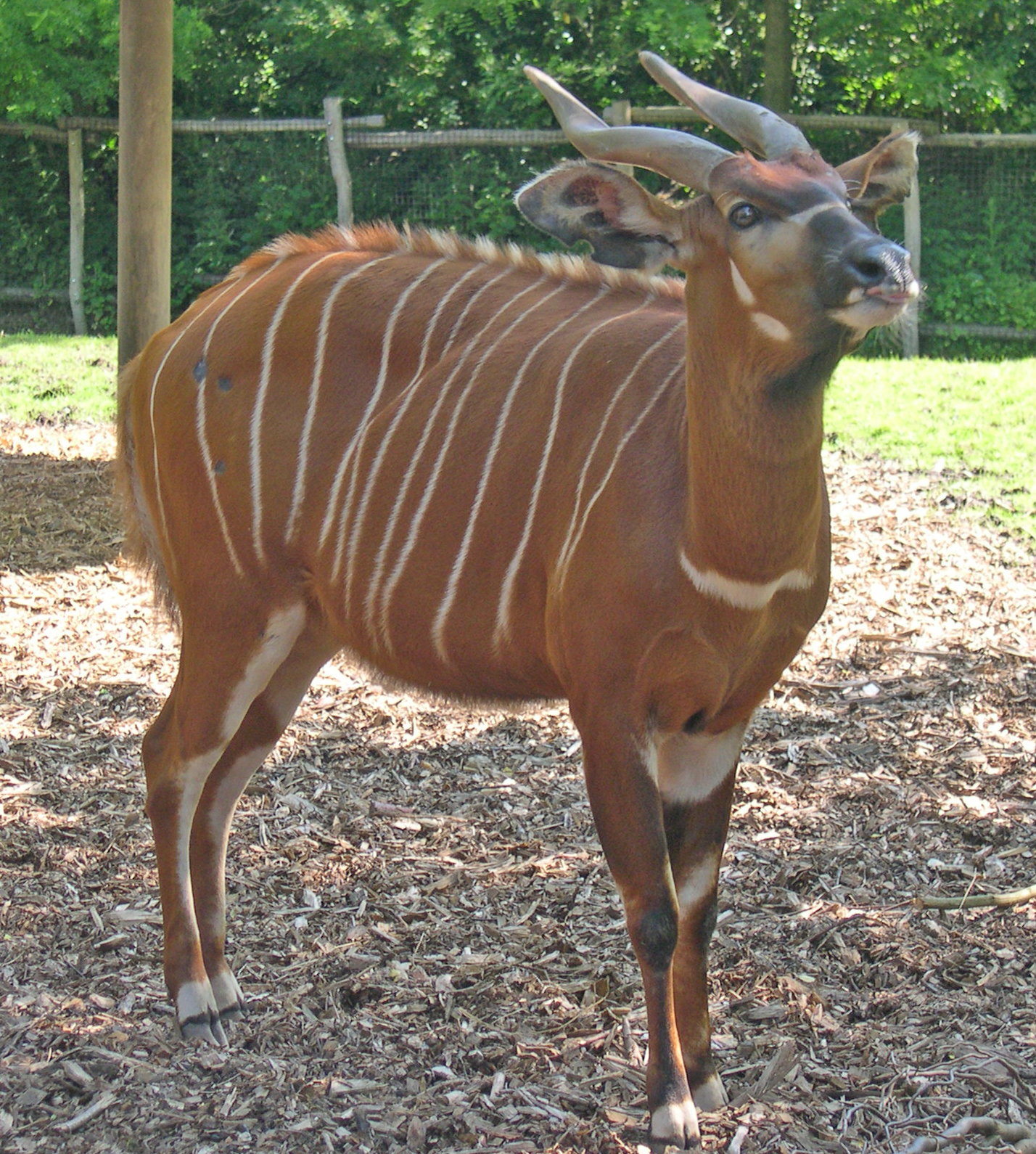
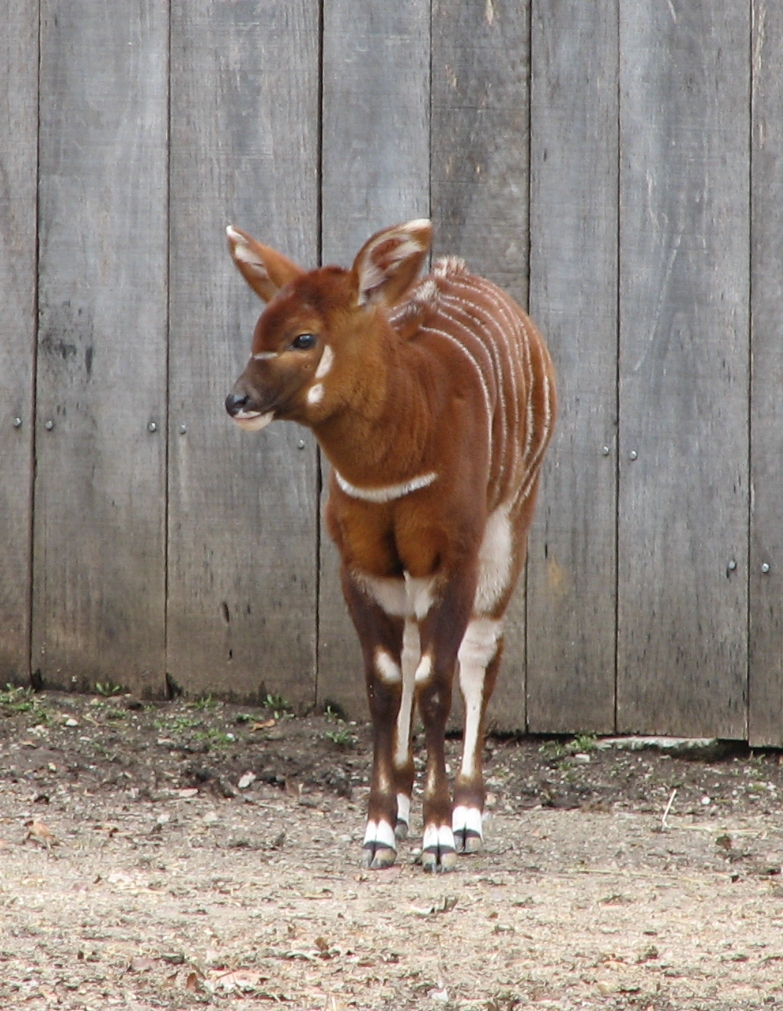
Bongó borjú
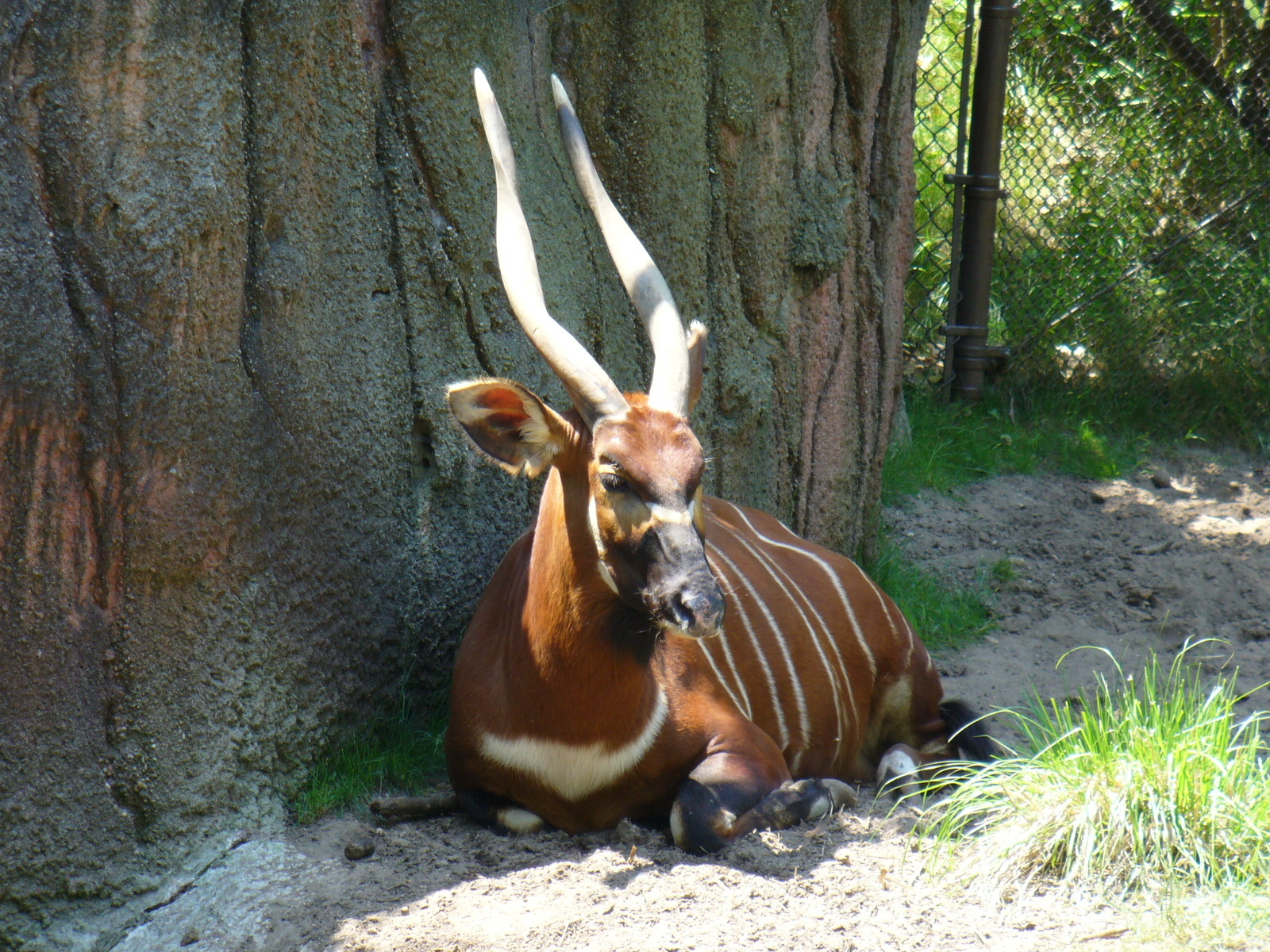
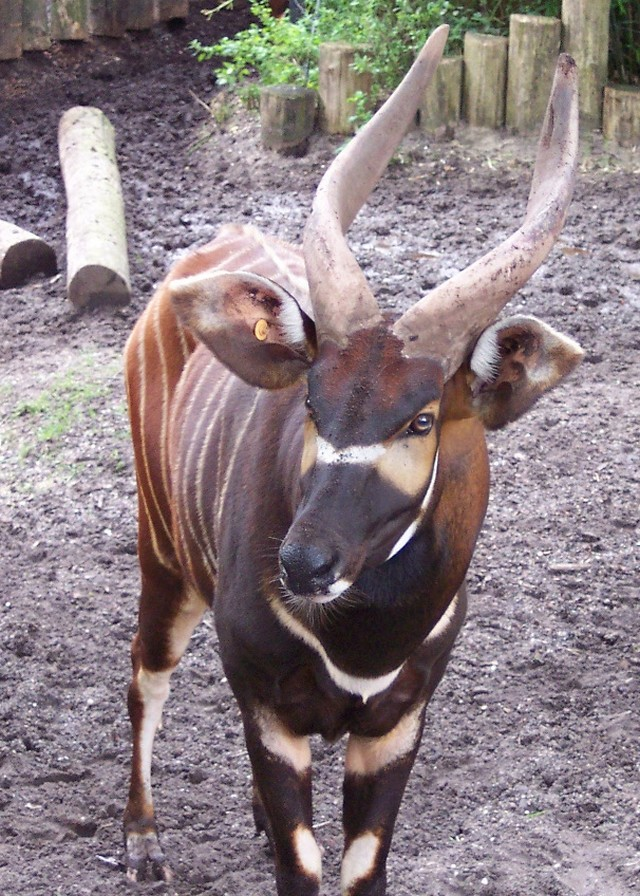
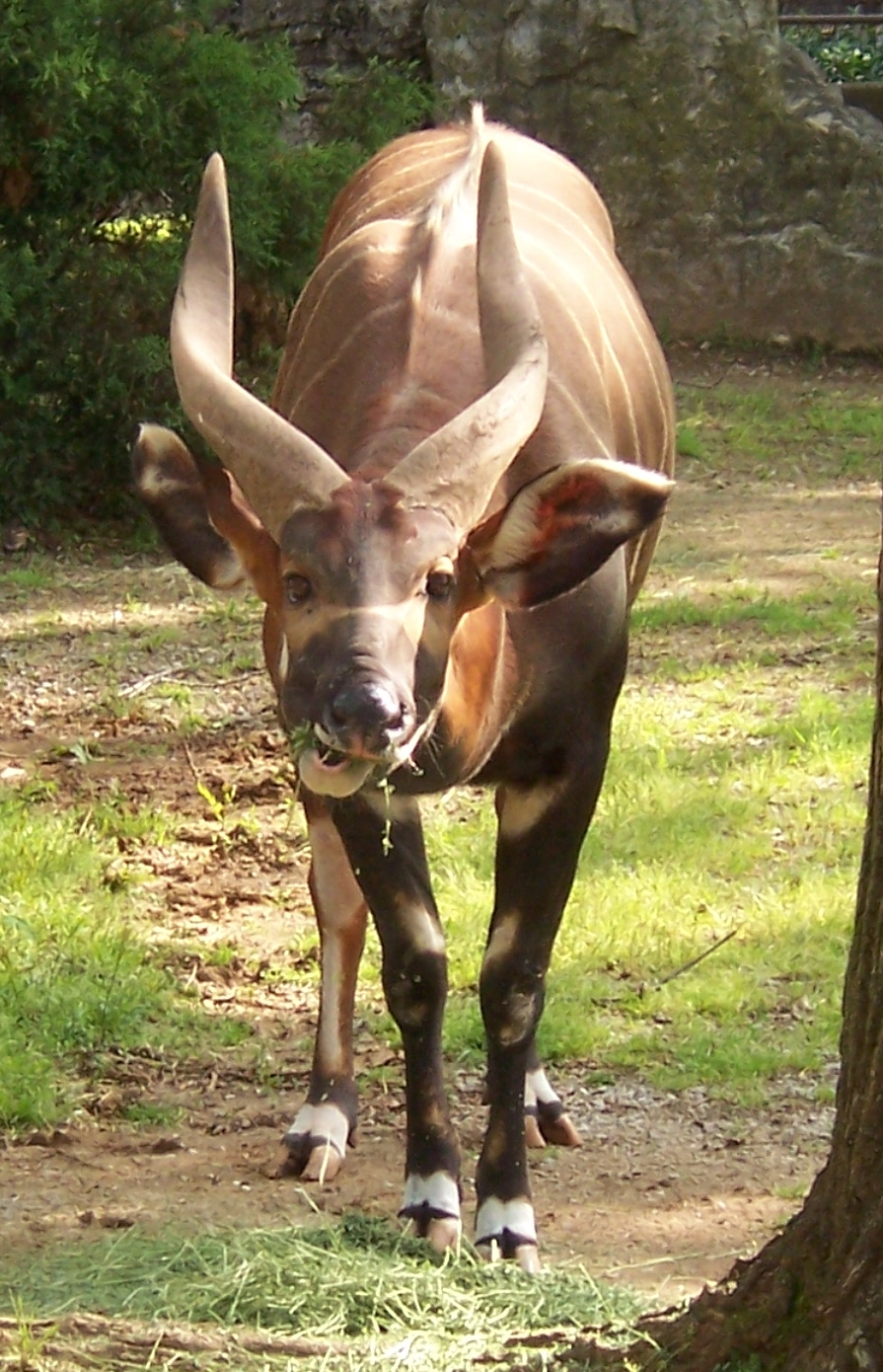